# Іонов В'ячеслав Миколайович
В'ячеслав Миколайович Іонов (рос. Вячеслав Николаевич Ионов; нар. 26 червня 1940, Москва, РРФСР, СРСР — пом. 25 червня 2012, Москва, Росія) — радянський російський веслувальник, байдарочник, олімпійський чемпіон.

## Біографія

### Молоді роки
Народився 26 червня 1940 у місті Москва, РРФСР, СРСР (нині Росія).
Греблею почав займатися у 1953 році на тренувальній базі «Спартак» у тренера М.Н. Фадєєвой. Після призову до армії почав виступати за Збройні сили СРСР.

### Спортивна кар'єра
У 1964 році став золотим призером (разом з Володимиром Морозовим, Анатолієм Гришиним та Миколою Чужиковим) у дисципліні Б-4 1000 м на Літніх Олімпійських іграх у Токіо, Японія. Того ж року йому було присвоєно звання Заслуженого майстра спорту СРСР.
У 1965 році став бронзовим призером (разом з Володимиром Морозовим, Анатолієм Гришиним та Миколою Чужиковим) у дисципліні Б-4 10000 м на Чемпіонаті Європи з веслування на байдарках і каное у Бухаресті, Румунія.
У 1966 році став золотим призером (разом з Володимиром Морозовим, Миколою Чужиковим та Анатолієм Гришиним) у дисципліні Б-4 10000 м на Чемпіонаті світу з веслування на байдарках і каное у Берліні, НДР.
У 1967 році став срібним та золотим призером (разом з Володимиром Морозовим, Анатолієм Гришиним та Валерієм Діденко) у дисциплінах Б-4 1000 м та Б-4 10000 м (відповідно) на Чемпіонаті Європи з веслування на байдарках і каное у Дуйсбурзі, ФРН.
У період 1961–1967 рр. ставав 10-кратним чемпіоном СРСР на різних дистанціях в складі різних екіпажів.

### Подальше життя
У 1969 році закінчив Волгоградський державний інститут фізичної культури.
По закінченню активної спортивної кар'єри працював тренером збірної команди Збройних сил СРСР.
Останні роки свого життя хворів. Помер 25 червня 2012 у Москві, Росія, не доживши до свого 72-річчя один день.

## Нагороди
- Звання «Заслужений майстер спорту СРСР» (1964)
- Звання «Заслужений тренер СРСР» (1976)
- Медаль «За трудову доблесть»
- Медаль «За трудову доблесть»
- Почесний знак «За розвиток олімпійського руху в Росії»